# シードアクセラレーター
シードアクセラレーター（英語: Seed accelerator）とは起業家や創業直後の企業に対し、事業を成長させるための支援を行う組織である。通常はスタートアップ企業が対象となる。支援の内容として、資金、人脈紹介、助言（メンタリング）、オフィススペース（通常はシェアワークスペース）等が提供される。オフィススペースを提供しないアクセラレーターもあるが、オフィススペースのみを提供するものはインキュベーターと呼び区別される。資金を提供しないが人脈照会、ワークショップ、イベント、リーガルサービスなどスタートアップに必要なサービスを提供するプログラムのものもある。
多くのアクセラレーターはバッチ型で運営されており、一定期間（通常３カ月〜６カ月）のプログラムを１度に複数のチーム／企業が参加する。この同時期に参加するグループをバッチ、もしくはコホートと呼ぶ。このプログラムの最後には、VC等の投資家向けにスタートアップのピッチをする「Demo Day(デモデー)」が開催されることが多い。
従来のビジネスインキュベーターは多くの場合、政府による出資で株取引は無くバイオテクノロジー、医療技術、クリーンテクノロジーや製品中心企業への出資を重視していたが、それぞれのアクセラレーターは対象となる企業のターゲット市場を限定していることも多い。アクセラレータの数が急増している近年（2014年には世界で387件、2015年には467件、2016年4月現在では766件）では、教育、金融、医療、ハードウェアなどターゲットが具体的かつ細分化されていることも多い。

## 概要
ビジネスインキュベーターとの違いは以下のとおり:
1. プログラムにより応募資格が限定されていることもあるが（ビザや滞在許可など、まだ大学主催のアクセラレーターでは該当校の学生または卒業生に限るなど）、一般に採択競争が激しい。Yコンビネータやテックスターズ（英語版）など人気プログラムでは合格率は1%から3%である。
2. スタートアップへのシード投資（英語版）は通常株式もしくはコンバーチブルエクイティなどの資本投資という形で行われる。Yコンビネータやテックスターズによる投資額は35,000ドルから50,000ドルの間（欧州では10,000ポンドから50,000ポンドの間[2]）とされている。
3. 一個人ではなくチームへの投資を重視している。多くのアクセラレーターは、1人ではスタートアップ経営は困難だと認識している。
4. プログラム期間中、各スタートアップは集中的に指導や訓練を受け、それを俊敏に繰り返すことが期待されている。事実上、全アクセラレーターはスタートアップが投資家やメディアにアピールする「デモ・デー」をもってこのプログラムを終了する[3]。デモデーに質量ともにどれだけの投資家、企業家、メディアを集められるかは、アクセラレータ―の力量を図る指標となる。
5. スタートアップはコーホートの一団かクラスによって受け入れられサポートされる（アクセラレーターはオンデマンドリソースではない[4]）。クラスによるピアサポートやフィードバックは重要なアドバンテージになる。アクセラレーターが共通のワークスペースを提供しない場合、チームは定期的に会うことになる。

起業家にとって、アクセラレーターの価値はそのメンタリングとネットワークおよび採択されたという信用にある。シードアクセラレーターはスタートアップの企業価値向上による、出資した株式の価値が増大するこをで収益を得るため、ベンチャーキャピタルの一種と呼ぶことができる。
スタートアップがアクセラレーターに承認される過程はアウェアネス、アプリケーション、プログラム、デモ・デー、ポスト・デモ・デーの5つのフェーズに分けられる。
アクセラレーターの成功を模して、大手事業会社がアクセラレーションプログラムと称し、スタートアップとの連携を企図している。下記の点で、シードアクセラレーターとは異なる。
1. 原則として出資を伴わない。スタートアップとの接点を増やすことが主眼となっており、業務提携などの過程を経て出資に至るケースはある。
2. 大手事業会社の社員（起業やベンチャーの経験が乏しい）がスタートアップのメンターとなる。
3. 資本関係がないため、メンタリングは事業会社の利害のために行われ、企業連携の手段である。

## 歴史
最初のシードアクセラレーターはポール・グレアムが2005年にシリコンバレーで設立したYコンビネータで、2006年のテックスターズ、2007年のシードキャンプが続いた。
欧米でのシードアクセラレータープログラム参加人口の伸びはスタートアップエコシステムの成長を支えるシードアクセラレーターの増加とみなすことができる。欧州で最も評価の高いシードアクセラレーターはロンドンのシードキャンプとコペンハーゲン、アムステルダム、ダブリン、ベルリンにプログラム拠点や事務所を置いている全欧州向けアクセラレーターのスタートアップブートキャンプである。
2011年7月時点で世界中に200以上のアクセラレーターがある。
フォーブスは2012年4月に初めてスタートアップアクセラレーターの定量分析を公開した。

## 有名なアクセラレーター
スタートアップで6社のうち1社が財務イベントの資格を持つ 。
またYコンビネータは指導者中心モデルを重視していて欧州で同様なのがシードキャンプである。テックスターズはメンターシップドリブンや反復可能なモデルを活用しており欧州ではスタートアップブートキャンプが後に続いている。

## 国内のアクセラレーター
- Plug and Play Japan
- 01Booster
- ReGACY Innovation Group
- Open Network Lab
- ZENTECH DOJO
- サムライインキュベート
- MOVIDA JAPAN
- Code Republic
- X-DOJO
- KUSABI α